# 背任罪
背任罪（はいにんざい）とは、刑法に規定された犯罪類型の一つである。
日本においては、他人のためにその事務を処理する者が、自己若しくは第三者の利益を図り又は本人に損害を加える目的で、その任務に背く行為をし、本人に財産上の損害を加えたときに成立する（247条）。
未遂も罰せられる（250条）。財産犯に分類される。
また、特別法としての特別背任罪もある。

## 背任罪の本質
すでにドイツ刑法学において、権限濫用説と背信説とが対立し、そこから派生してさまざまな説が林立している。

### 権限濫用説
もともと背任罪はホワイトカラー犯罪として設けられた犯罪であることを理由とする。
法的な代理権を濫用して財産を侵害する犯罪。第三者との対外的関係において成立。法律行為に限られる。これをベースにする修正的な説として、背信的権限濫用説、新しい権限濫用説などがある。

### 背信説
責任主義（受託者責任、fiduciary duty）に違反する財産の侵害を内容とする犯罪。対外的関係、対内的関係において成立。法律行為だけでなく事実行為も含まれる。判例・通説とされる。これをベースとする修正的な見解として、背信的義務違反説がある。

## 行為

### 行為の主体
背任罪では「他人のためにその事務を処理する者」が行為の主体になることが必要である（身分犯）。
「他人のための事務」の範囲が問題になるが（背任罪の本質をどのように考えるのかによって変わってくる）、抵当権設定者や、指名債権の譲渡人などもこれに含まれるとされる。

### 目的犯
背任罪が成立するためには、図利加害目的（とりかがいもくてき） すなわち行為者が自己若しくは第三者の利益を図ったか（利得犯）、本人に損害を加える目的があったこと（財産侵害犯）が必要である（目的犯）。確定的認識でなくても未必的認識があれば目的ありとしてよいと解されている。

### 行為の内容
背任罪は「その任務に背く行為（任務違背行為）」を構成要件とする。任務にそぐわない違背があったかどうかは、任務の発生根拠や社会通念に従って判断される。本人のために行った 冒険的取引 が任務違背にあたるかどうかも社会通念に従って判断される。

### 財産上の損害
背任罪が成立するためには、本人に財産上の損害が加えられることが必要である。「財産上の損害」の判断基準は法的視点だけでなく経済的視点も加味されるので、取り立て見込みのない債権を取得させたり担保権を消滅させたり本人名義の手形を振り出させただけでも財産上の損害ありとされる。財産上の損害が発生しなかった場合は背任罪は未遂になる。

## 他の財産罪との関係
- 横領罪
委託物横領罪と構成要件が重なり合う場合、どう処理すべきかが問題になる。ドイツでは法改正によって解決されたが、日本では明らかでない。
日本における判例の主流は、財物（あるいは財産的利益）に対する侵害が自己（被害者当人）の計算で行われた場合は横領罪、本人（加害者当人）の計算で行われた場合は背任罪と解すとされている。過去の判例や学説においては行為の性質の違いで分類したり、行為の客体で分類する立場、行為者の抽象的権限が逸脱しているか濫用レベルに留まるかで分類する立場（なお、この見解こそ判例の主流が採用している見解であるとする指摘もある）も存在している。
- 詐欺罪との関係
- 毀棄罪との関係

## 未遂罪
- 日本では背任罪の未遂も処罰される（刑法第250条）。

## 法定刑
- 法定刑は5年以下の拘禁刑又は50万円以下の罰金である。